# Albert Neve
José Alberto Tapia Varón ( Santa Coloma de Gramanet,[cita requerida] Barcelona, 7 de julio de 1983) ,conocido artísticamente como  Albert Neve, es un rapero y disc jockey español, uno de los representantes más significativos e influyentes de la escena musical electrónica en España. Ha sido DJ residente en discotecas tales como Chasis, Area, Set59, She y SIX. En el año 2011 SIX Discoteca cierra, y Albert Neve empieza su aventura en solitario actuando en varias discotecas y festivales del mundo como DJ invitado.

## Biografía
Albert lleva ejerciendo de DJ desde los 15 años. Al cumplir los 19 decidió adentrarse en el mundo de la producción, dedicación que hoy en día aún conserva. En sus inicios compaginaba la universidad (estudiaba Ingeniería Informática) y la música, hasta que debido al gran éxito de sus primeras producciones se vio obligado a dejar sus estudios para centrarse en la música.
Desde entonces ha estado presente en un gran número de cabinas, tanto a nivel nacional como internacional. En cuanto a sus producciones, ha podido publicarlas en sellos de gran prestigio, hecho que ha permitido que producciones suyas figuraran en top ten europeos y que él pudiera realizar actuaciones en países tales como: Alemania, Italia, Francia, Inglaterra, México o EUA.
El 2012 fue el año en el cual Albert Neve estrenó a nivel mundial con el remix oficial del tema "Craissy 2k12" del Chuckie. 
Más tarde, en 2013, David Guetta le dio la oportunidad de remezclar su tema Play Hard. Albert Neve consiguió que su remezcla se situara arriba de muchos Top Tens, llegando a estar entre los primeros temas en el Top Ten de Beatport. El remix recibió un gran apoyo de la élite EDM y fue incluida en sets en Tomorrowland, EDC, Creamfields etc. Durante el verano participó en dos actuaciones exclusivas de F*** Me I'm Famous en Pacha Ibiza.[cita requerida]
Seguidamente, una vez finalizado el verano, Albert Neve hizo su primer tour por Asia del Sur, lo cual supuso un antes y un después en su trayectoria, pues Asia se convirtió desde entonces en un destino recurrente en sus giras, tanto en gigs como en grandes festivales. Es el caso, por ejemplo, de Onyx Festival, en Bangkok, Tailandia.
En 2016 se acuñó Abel Ramos >< Albert Neve, una marca que consolidaría la unión musical con su colega y amigo Abel Ramos. Bajo esta nueva marca, lanzarían dos exitosos temas, Let The Bass Be Louder y Party. Este último, Party, llegó al Top Five de varios charts musicales. Juntos, empezaron Máxima Deejay un nuevo radioshow semanal en MaximaFM donde repasan música electrónica de tendencia que subrayará tanto producciones propias como de los nombres más relevantes del momento.

## Tomorrowland
El 6 de junio de 2014 Albert Neve se convierte en el tercer Disc jockey español invitado (después de Paco Osuna y Fatima Hajji)  a la fiesta de música electrónica Tomorrowland.  Volvió nuevo en 2015.

## Discografía

### Singles
- 2007: Albert Neve & David Oleart - «She loves» (Original Mix)
- 2008: Albert Neve & David Oleart - «I'm Alive» (Original Mix)
- 2012: Albert Neve (con Dj Disciple, Dru Hepkins y Norykko) - «Romper Room» (Radio Edit)
- 2014: Albert Neve - Generation Love
- 2014: Albert Neve & Les Castizos - Maverick
- 2015: Albert Neve - Sometimes
- 2015: Albert Neve & Chuckie - DAMN
- 2015: Albert Neve & JP Candela - Future Rave
- 2016: Albert Neve & Abel Ramos - Let The Bass Be Louder
- 2016: Albert Neve & Abel Ramos - Party
- 2017: Albert Neve & Abel Ramos - Flat Beat

### Remezclas
- 2007: Albert Neve & David Oleart - «She loves» (6AM Remix)
- 2008:
  - Juanjo Martin y First Mike - «Set me free» (Albert Neve Remix)
  - Wally López (amb Hadley & Dani-Vi) - «Burning Inside» (Albert Neve Strings Remix)
  - Wally López (amb Hadley & Dani-Vi) - «Burning Inside» (Albert Neve 808 Remix)
  - Albert Neve & David Oleart - «I'm Alive» (6AM Remix)

- 2010:
  - Antoine Clamaran (con Soraya) - «Live Your Dreams» (Albert Neve Main Remix)
  - Lock'n Load - «Blow Ya Mind 2011» (Chuckie meets Neve & Obek Remix)
  - Kelly Rowland (con David Guetta) - «Commander» (Chuckie & Neve Remix)
  - Juanjo Martin y Rebeka Brown - «Millenium» (Albert Neve 2010 Remix)

- 2011:
  - Juan Magan (con Denis Daidanow) - «Shuri Shuri» (Crazy) (Albert Neve Remix)
  - Filipe Guerra (con Nalaya) - «Feel Alive» (Albert Neve Tech Remix)
  - Dj Obek (con Ambush MC) - «Craissy» (Albert Neve & Chuckie Remix)
  - Chuckie - «Who Is Ready to Jump» (Albert Neve RAW Remix)
  - Vicenzzo, Always y Silco (con Vanessa Klein) - «Pray» (Classic & Modern Remix)

- 2012:
  - Obek (con Ambush) - «Craissy» (Albert Neve & Chuckie 2K12 Remix)
  - Albert Neve (con Dj Disciple y Dru Hepkins) - «Romper Room» (HUGE Remix)
  - Antoine Clamaran - «Dr. Drum» (Albert Neve RAW Remix)

- 2013: David Guetta (con Akon y Ne-Yo) - «Play Hard» (Albert Neve Remix)

- 2014:
  - Steve Aoki feat Waka Flocka Flame - Rage the Night Away (Albert Neve Remix)
  - Albert Neve & Manuel Galey - Game of Thrones Intro Remix
- 2016: Yas Cepeda - Empírico (Albert Neve Remix)

## Premios
- 2010: Deejaymag Awards como Best Remixer
- 2011: Deejaymag Awards como Best spanish producer of the year